# 野間真綱
野間 真綱（のま まさつな、1878年〈明治11年〉1月25日 - 1945年〈昭和20年〉9月3日）は、日本の英語教師。陸軍士官学校英語教官、明治学院講師。夏目漱石の弟子として知られ、漱石の日記や随筆等に度々登場する。

## 略歴
1897年（明治30年）鹿児島県尋常中学造士館卒業後、第五高等学校文科一に進学した。1900年（明治33年）、東京帝国大学英文学科に入学した。小泉八雲や夏目漱石の教えを受ける。同級生に皆川正禧がいて親友となる。卒業後、1904年（明治37年）2月から東京日比谷中学校講師、陸軍士官学校英語教官、明治学院講師を経た後、漱石の斡旋で、1908年（明治41年）6月、郷里鹿児島の第七高等学校造士館教授に就任した。1915年（大正4年）から米国のシカゴ大学に留学し、翌年帰国した。高知高校、姫路高校を経て、1929年（昭和4年）、弘前高校の英語教授となる。同校には当時太宰治が3年級に在籍していた。1936年（昭和11年）、高血圧で倒れたため、弘前高校を退職した。1945年（昭和20年）、疎開先の新潟県で死去した。

## 漱石との関係
野間が第五高等学校に進学したとき、同校では前年から漱石が英語教師として赴任していた。この頃の激石を野間は「熊本では非常に厳格な先生で時間内は皆小さくなって震へて居た」と回想している。東京帝国大学では最上級生のとき、イギリスから帰国した漱石が講師となり、再び教えを受けるようになった。「洋行後の先生は余程くだけた温和な人がらになって居られる様で吾等にとっては親しみやすい様な気がした」という。
野間は卒業後も激石邸を頻繁に訪れ、漱石や高浜虚子・皆川らと共に俳体詩の制作も試みるようになった。1905年(明治38年）4月号の『ホトトギス』誌上に激石の小説「幻影の盾」が発表されたとき、その後に野間の俳体詩「まぼろしの盾のうた」が連句における付け句のような形で掲載されている。 その他、俳体詩「看病」・「狂女の歌」（明治38年6月）、「うま酒は棚に」（明治38年3月）、小品「君塚の一夜」（明治38年11月）などを『ホトトギス』に発表した。 
『吾輩は猫である』の越智東風のモデルの一人であるとされ、同作の第六章にみられる、立町老梅が失恋して小用のためにだけ図書館に立寄るようになったという話は、野間が自分の体験を激石に語ったことがネタになったという。「猫」のモデルとなった夏目家の飼い猫が死んだ時、野聞は、鹿児島から「猫がなくなった事承りあの猫が時々小生の膝に乗ったことを思ひ出し可愛さうなことをしたと思ひ候」という悔やみ状に「萩の枝にピール注いで手向けけり」という句を記して悼んだ。漱石から野間宛の書簡も80通以上残されており、シカゴ留学中の野間に送られたもの（1915年6月7日付）が漱石の生前最後の手紙となった。

## 栄典
- 1935年（昭和10年）11月28日 - 正四位[5]